# Bruce Gregg Baldwin
Bruce Gregg Baldwin (n. 20 de agosto de 1957 ) es un botánico estadounidense. Desarrolla actividades académicas y es además curador en el Herbario Jepson.
- La abreviatura «B.G.Baldwin» se emplea para indicar a Bruce Gregg Baldwin como autoridad en la descripción y clasificación científica de los vegetales.[2]

## Algunas publicaciones
- bruce g. Baldwin. 2003. A phylogenetic perspective on the origin and evolution of Madiinae. En Tarweeds and Silverswords: Evolution of the Madiinae, ed. S. Carlquist, B.G. Baldwin, G. Carr, 193-228. St. Louis: Missouri Bot. Garden Press

- --------------------------. 2002. The Jepson Desert Manual: Vascular Plants of Southeastern California. FAO/IBPGR techn. guidelines for the safe movement of germplasm. Edición ilustrada de Univ. of California Press, vii + 640 pp. ISBN 0520227751 en línea

- --------------------------, b.l. Wessa, j. Panero. 2002. Nuclear rDNA evidence for major lineages of helenioid Heliantheae (Compositae). Systematic Bot. 27: 161-198

- --------------------------, ----------------. 2000. Origin and relationships of the tarweed-silversword lineage (Compositae-Madiinae). Am. J. of Botany 87: 1890-1908

- w.s. Armbruster, bruce g. Baldwin. 1998. Switch from specialized to generalized pollination. Nature 394: 632

- bruce g. Baldwin, s. Markos. 1998. Phylogenetic utility of the external transcribed spacer (ETS) of 18S-26S rDNA: congruence of ETS and ITS trees of Calycadenia (Compositae). Molecular Phylogenetics and Evolution 10: 449-463

- --------------------------, m.j. Sanderson. 1998. Age and rate of diversification of the Hawaiian silversword alliance (Compositae). Proc. of the National Acad. of Sci. of the USA 95: 9402-9406

### Como editor
- bruce g. Baldwin, douglas h. Goldman, david j. Keil, robert Patterson, t.j. Rosatti, dieter Wilken. 2012. The Jepson Manual: Vascular Plants of California. 2ª edición ilustrada, revisada de Univ. of California Press, xxii + 1.568 pp. ISBN 0520253124 en línea

- --------------------------, ------------------------------, ------------------, -----------------------------, -----------------. 2012. The Digital Jepson Manual: Vascular Plants of California, Second Edition, Thoroughly Revised and Expanded. 2ª edición de Univ. of California Press, 1.600 pp. ISBN 0520952898